# Fédération des élus du Constantinois
La Fédération des élus du Constantinois, ou Fédération des élus musulmans du département de Constantine (FEMDC), est une association d'élus algériens fondée en 1930,.
Selon Julien Fromage : « le mouvement des élus emmené par Bendjelloul à partir de 1931-1932, matérialise la montée en puissance d'une génération nouvelle, innovante et plus radicale, et l'émergence d'un leader ».
Selon Julien Fromage : « Pour le pouvoir de l'époque la fédération des élus fut, sous la conduite de Bendjelloul, le principal ennemi du système colonial de 1933 à 1939 ».
Le but de cette fédération était d'intégrer le peuple algérien musulman dans la cité française, mais cette revendication a été refusée après l'annulation du projet Blum-Viollette.